# Mendel Rosenblum

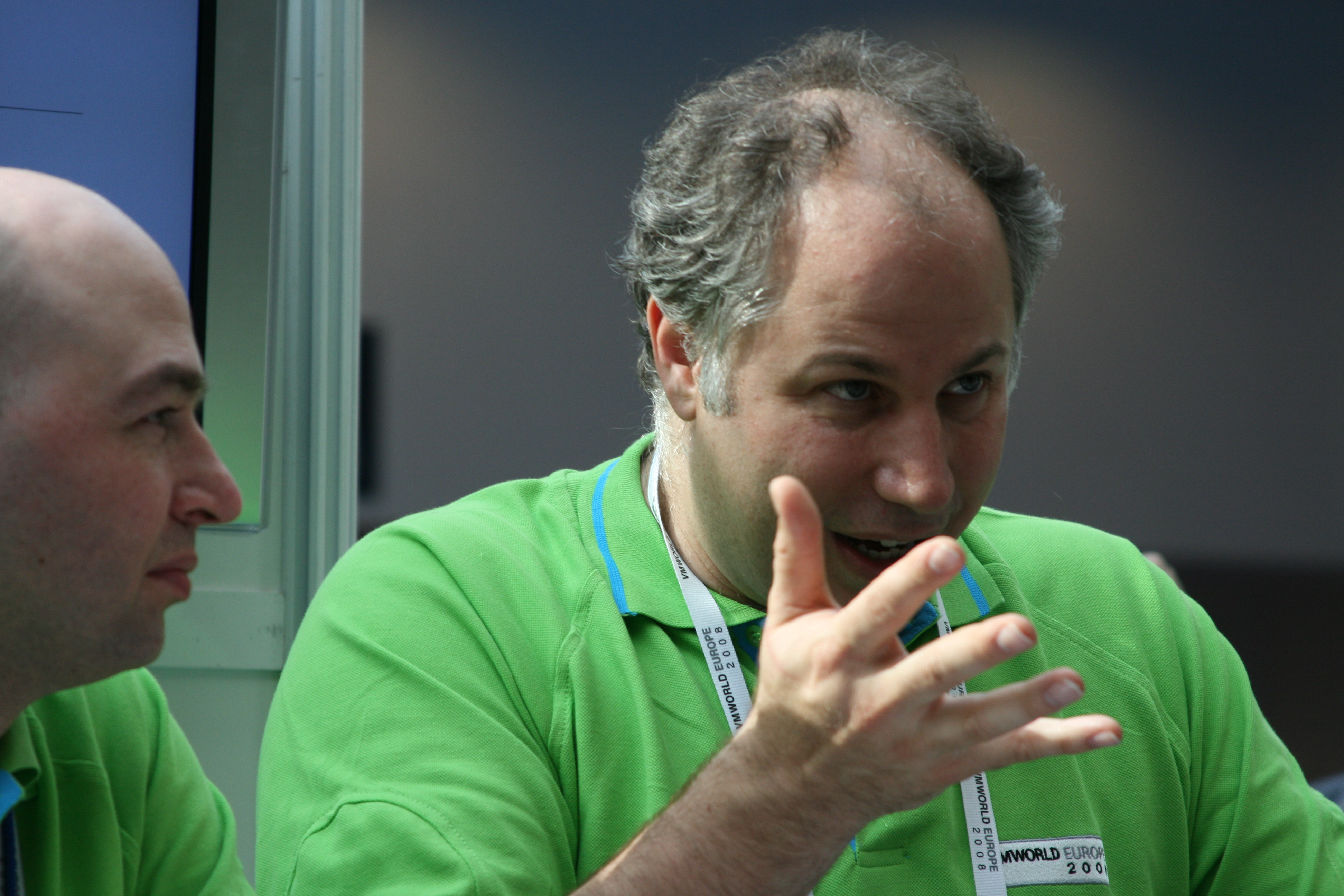
Rosenblum, VMworld Europe 2008

Mendel Rosenblum (* 1962) ist ein US-amerikanischer Informatiker und Professor an der Stanford University. Er ist bekannt für die Entwicklung Virtueller Maschinen, das heißt Simulationsprogrammen von Computern und Betriebssystemen.
Rosenblum studierte Mathematik an der University of Virginia mit dem Bachelor-Abschluss 1984. Es folgte der Master-Abschluss 1989 an der University of California, Berkeley, an der er 1991 in Informatik promoviert wurde. Er ist Associate Professor in Stanford. Von 1994 bis 1996 war er Sloan Research Fellow.
In Stanford entwickelte er mit seiner Gruppe das Simulationsprogramm SimOS.
2002 wurde Rosenblum mit dem Mark Weiser Award ausgezeichnet.
Er war leitender Wissenschaftler (Chief Scientist) und Mitgründer bei VMware, trat aber 2008 zurück, nachdem seine Ehefrau Diane Greene als Chief Executive Officer abgelöst wurde. Rosenblum, Diane Greene, Scott Devine, Edward Y. Wang und Edouard Bugnion gründeten VMware 1998. Wang und Devine sind dort Principal Engineers.
Er ist am FLASH Projekt in Stanford beteiligt (2012), ein neues Betriebssystem für Multiprozessor-Computersysteme mit verteiltem Speicher (Shared Memory Multiprocessor Systems).
2009 erhielten er, Edouard Bugnion, Scott Devine, Jeremy Sugerman und Edward Wang den ACM Software System Award für VMware Workstation 1.0 für Linux. 2008 wurde er Fellow der Association for Computing Machinery (ACM) und erhielt den ACM SIGOPS Mark Weiser Award. Er ist Mitglied der National Academy of Engineering.
Im Jahr 2011 stiftete er zusammen mit seiner Frau Diane Greene 3 Millionen Dollar für die Marvin-Rosenblum-Professur für Mathematik an der Universität von Virginia zu Ehren von Rosenblums Vater Marvin Rosenblum, der an der Universität 45 Jahre unterrichtete.
2014 wurde er in die American Academy of Arts and Sciences aufgenommen.

## Schriften
- Rosenblum u. a.: Virtual machine monitors: current technology and future trends, Computer, Heft 5, 2005.